# 連結財務諸表
連結財務諸表（れんけつざいむしょひょう）とは、会計学ないし会計実務の用語のひとつ。支配従属関係にある2つ以上の企業からなる集団（企業集団）を単一の組織体とみなして、親会社が当該企業集団の財政状態、経営成績及びキャッシュ・フローの状況を総合的に報告するものである。連結財務諸表を作成するプロセスを連結決算もしくは連結会計などと呼ぶ。
なお、連結財務諸表に対して、法形式上の会社を単位として作成される財務諸表を「個別財務諸表」あるいは「単体財務諸表」と呼んで区別する。
本稿においては、特に断りがない限り、現行の日本の会計基準を前提とする。

## 概要
連結貸借対照表、連結損益計算書、連結包括利益計算書、連結株主資本等変動計算書、連結キャッシュフロー計算書により構成される。
連結財務諸表作成の前提となる企業集団（連結企業集団）は、親会社とその連結子会社から構成される。子会社の経営意思決定は基本的にすべて親会社により行われるため、事実上、企業集団は一体として事業活動を行っていると捉えられる。このため、財務報告に関しても、個々の会社という枠を超えて、企業集団全体としての観点から財務諸表を作成・開示することが求められる。
連結財務諸表の必要性を理解するために極端な例を挙げる。例えば、親会社が純粋持株会社であり、その傘下の子会社を含めた企業集団を構成しているものとする。このとき、親会社の個別貸借対照表には、資産として子会社株式のみが取得原価にて計上され、親会社の個別損益計算書には、子会社からの受取配当金のみが収益として計上される。しかし、このような個別財務諸表に示された情報だけでは、親会社が子会社を通じて行っている事業活動の詳細はまったく把握することができない。子会社も含めた企業集団の事業・経営活動の実態を適切に開示するためには連結財務諸表が欠かせないのである。

## 作成方法
連結財務諸表は、企業集団を構成する各会社の個別財務諸表を合算したうえで、企業集団内部の取引等に関する修正を行って作成される。例えば、親会社P社と子会社S社からなる企業集団において、P社の個別財務諸表上の借入金が100、S社の個別財務諸表上の借入金が50であるとする。この場合、P社とS社の間における資金の貸借関係がなかったとするならば、連結財務諸表上の借入金は150（＝100＋50）となる。ただし、仮にS社の借入金のうち20がP社からの借入れであったとするならば、連結財務諸表上の借入金は130（＝100＋50－20）となる（同時にP社の貸付金も20減少する）。
連結財務諸表作成にあたっての修正事項は、資本連結と成果連結の2つに大別される。

### 個別財務諸表の修正
連結財務諸表の作成に先立ち、必要に応じて個別財務諸表の修正が行われる。
子会社の資産・負債はすべて支配獲得日（親会社が当該子会社に対して支配を獲得した日）の時価により評価する。このとき、資産・負債の時価と子会社の個別財務諸表上の金額との差額（評価差額）は、子会社の資本とする。なお、当該時価評価の手続きはいわゆる時価主義会計を意味するわけではなく、支配獲得以後における時価の変動は（金融商品などを除いて）反映されない。
また、親会社および各連結子会社の会計処理の原則および手続が一致していない場合には、原則としてこれを統一する必要がある。

### 資本連結
親会社による子会社への投資（子会社株式）と、これに対応する子会社の資本は相殺しなければならない（投資と資本の相殺消去）。なお、投資と資本の相殺消去およびこれに付随する修正を総称して資本連結という。

#### 投資と資本の相殺消去
親会社の子会社に対する投資の日の時価による。また、子会社の資本は、子会社の個別貸借対照表上の純資産の部における株主資本及び評価・換算差額等と評価差額からなる。
子会社の資本のうち、親会社に帰属する部分は投資と相殺消去され、差額はのれん（または負ののれん）とする。
子会社の資本のうち、親会社以外の株主（非支配株主）に帰属する部分は非支配株主持分として連結貸借対照表の純資産の部に計上する。

#### 支配獲得後の剰余金等の変動
支配獲得後に生じた子会社の利益剰余金の変動のうち、親会社に帰属する部分は連結財務諸表上も利益剰余金の変動とし、非支配株主に帰属する部分は非支配株主持分に振替える。子会社の評価・換算差額等についても同様に取り扱う。
この結果、非支配株主持分は子会社の資本（株主資本、評価・換算差額等、評価差額の合計）のうち非支配株主に帰属する金額を示すことになる。

#### 支配獲得後の持分の変動
支配獲得後において、子会社株式の追加取得や一部売却などにより持分の変動が生じた場合には、次のように扱う。
子会社株式を追加取得した場合（親会社の持分が増加した場合）には、追加取得した株式に対応する持分を非支配株主持分から減額し、追加取得により増加した親会社の持分を追加投資額と相殺消去する。追加取得持分と追加投資額との間に生じた差額は、資本剰余金として処理する。
子会社株式を一部売却した場合（親会社の持分が減少した場合）には、売却した株式に対応する持分を親会社の持分から減額し、非支配株主持分を増額する。売却による親会社の持分の減少額と投資の減少額との間に生じた差額は、資本剰余金として処理する。
なお、国際財務報告基準（IFRS）においては、持分が増加した場合も減少した場合も、単に親会社持分と非支配株主持分の振替えを行うだけである。

### 成果連結
連結財務諸表作成にあたっての修正事項のうち、上記の資本連結以外のものを成果連結という。

#### 連結会社相互間の債権・債務等の消去
連結会社相互間の債権と債務とは、相殺消去する。相殺消去の対象となる債権又は債務には、前払費用、未収収益、前受収益及び未払費用で連結会社相互間の取引に関するものを含むものとする。また、引当金のうち、連結会社を対象として引き当てられたことが明らかなものは、これを調整する。

#### 連結会社相互間における取引高等の消去
連結会社相互間における商品の売買その他の取引に係る項目は、相殺消去する。

#### 未実現損益の消去
連結会社相互間の取引によって取得した棚卸資産、固定資産その他の資産に含まれる未実現損益は、その全額を消去する。ただし、未実現損失については、売手側の帳簿価額のうち回収不能と認められる部分は、消去しない。なお、売手側の子会社に非支配株主が存在する場合には、未実現損益は、持分比率に応じて、親会社の持分と非支配株主持分に配分する。

### 持分法の適用
連結財務諸表において、非連結子会社および関連会社に対する投資（株式）については持分法を適用する。

## 注記事項
連結財務諸表には、次の事項が注記される。
- (1) 連結の範囲等 - 連結の範囲に含めた子会社、非連結子会社に関する事項その他連結の方針に関する重要な事項及びこれらに重要な変更があったときは、その旨及びその理由
- (2) 決算期の異なる子会社 - 子会社の決算日が連結決算日と異なるときは、当該決算日及び連結のため当該子会社について特に行った決算手続の概要
- (3) 会計処理の原則及び手続等
  - [1] 重要な資産の評価基準及び減価償却方法等並びにこれらについて変更があったときは、その旨、その理由及びその影響
  - [2] 子会社の採用する会計処理の原則及び手続で親会社及びその他の子会社との間で特に異なるものがあるときは、その概要
- (4) 企業集団の財政状態、経営成績及びキャッシュ・フローの状況を判断するために重要なその他の事項
  - 重要な後発事象
  - 新たに子会社を連結に含めることとなったこと
  - 子会社株式の追加取得
  - 子会社株式の一部売却等